# 21 de novembro
21 de novembro é o 325.º dia do ano no calendário gregoriano (326.º em anos bissextos). Faltam 40 dias para acabar o ano.

## Eventos históricos

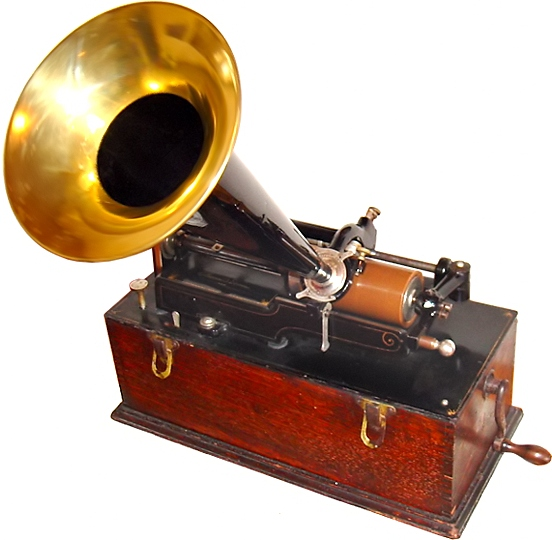
1877: Fonógrafo de Edison

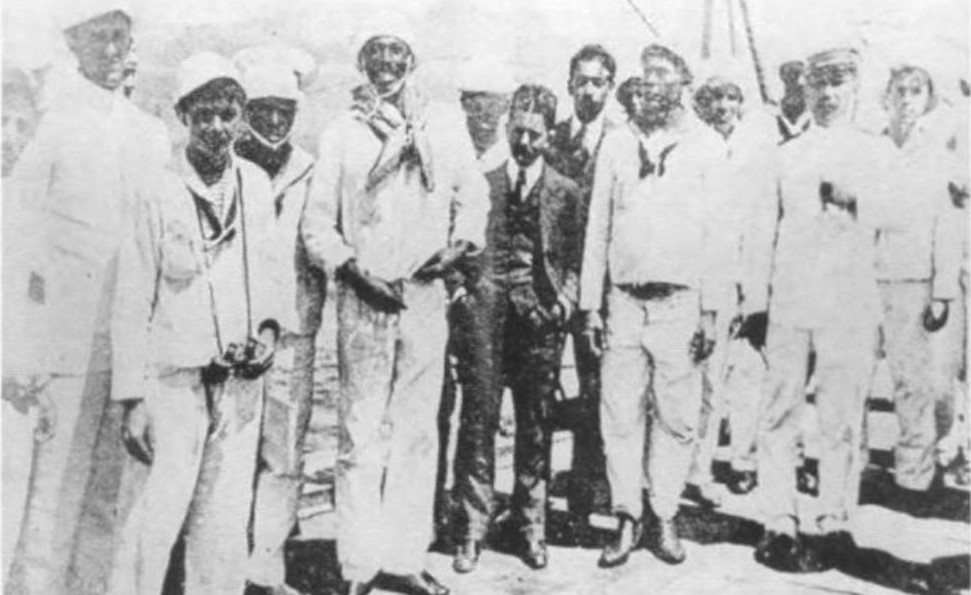
1910: Revolta da Chibata

- 164 a.C. — Judas Macabeu, filho de Matatias da família dos asmoneus, restaura o Templo em Jerusalém. Este evento é comemorado todos os anos pelo festival de Chanucá.
- 0235 — O Papa Antero sucede Ponciano como o décimo nono papa. É martirizado durante as perseguições do imperador Maximino Trácio.
- 1237 — Riazã é conquistada pelos mongóis, liderados por Batu Cã após alguns dias de cerco.
- 1386 — Tamerlão de Samarcanda captura e saqueia a capital georgiana de Tbilisi, levando cativo o rei Bagrat V da Geórgia.
- 1676 — O astrônomo dinamarquês Ole Rømer apresenta as primeiras medidas quantitativas da velocidade da luz.
- 1783 — Em Paris, Jean-François Pilâtre de Rozier e François Laurent d'Arlandes, fazem o primeiro voo de balão de ar quente sem corda.
- 1851 — Guerra do Prata: em Montevidéu, os representantes do Império do Brasil, Uruguai, Entre Rios e Corrientes assinaram um tratado de aliança tendo como objetivo "libertar o povo argentino da opressão que suporta sob o domínio tirânico do Governador Rosas". Os aliados decidiram dividir suas forças em duas: uma multinacional - com a formação do Grande Exército Aliado de Libertação e uma segunda força do Exército Brasileiro.[1]
- 1877 — Thomas Edison anuncia sua invenção do fonógrafo, uma máquina que pode gravar e tocar som.
- 1894 — Port Arthur, na China, cai nas mãos dos japoneses, uma vitória decisiva da Primeira Guerra Sino-Japonesa; As tropas japonesas são acusadas de massacrar os habitantes restantes.
- 1900 — As pinturas de Claude Monet são apresentadas na galeria Durand-Ruel em Paris.[2]
- 1905 — O artigo de Albert Einstein que leva à fórmula da equivalência massa–energia, E = mc², é publicado na revista Annalen der Physik.
- 1910 — Marinheiros a bordo dos navios de guerra do Brasil, incluindo o Minas Geraes, São Paulo e Bahia, se rebelam violentamente no que é hoje conhecido como a Revolta da Chibata.
- 1918 — A Bandeira da Estônia, anteriormente usada por ativistas pró-independência, é formalmente adotada como a bandeira nacional da República da Estônia.
- 1920 — Guerra de Independência da Irlanda: em Dublin, 31 pessoas morrem no que ficou conhecido como "Domingo Sangrento".
- 1942 — A conclusão da Estrada do Alasca é comemorada. A estrada do Alasca é popularmente (mas não oficialmente) considerada parte da rodovia Pan-americana.
- 1945 — República da Guatemala é admitida como Estado-Membro da ONU.
- 1953 — O Museu de História Natural de Londres anuncia que o crânio do "Homem de Piltdown", inicialmente considerado um dos mais importantes crânios de hominídeos fossilizados já encontrados, é uma farsa.
- 1959 — O disc jockey americano Alan Freed, que popularizou o termo "rock and roll" e música desse estilo, é demitido da rádio WABC-AM por alegações de que ele havia participado do escândalo do jabaculê.
- 1962 — O Exército de Libertação Popular chinês declara um cessar-fogo unilateral na Guerra sino-indiana.
- 1964 — 
  - Concílio Vaticano II: O decreto Orientalium ecclesiarum, foi aprovado.
  - A ponte Verrazano-Narrows é aberta ao tráfego. Na época, é a ponte suspensa mais extensa do mundo.
- 1969 — A primeira conexão permanente da ARPANET é estabelecida entre a Universidade da Califórnia em Los Angeles e o SRI International.
- 1970 — O governador português da Guiné-Bissau determina o início da operação "Mar Verde", com a finalidade de capturar ou mesmo eliminar os líderes do PAIGC, então aquartelados em Conacri.
- 1986 — Decretado o Plano Cruzado II (veja História do Brasil).
- 1990 — A Nintendo lança o jogo Super Mario World da Super Nintendo.
- 1995 — O Acordo de Dayton é assinado na Base Aérea de Wright-Patterson, perto de Dayton, Ohio, encerrando três anos e meio de guerra na Bósnia e Herzegovina.
- 1995 — A Rareware lança o jogo Donkey Kong Country 2: Diddy's Kong Quest da Super Nintendo.
- 2002 — A OTAN convida a Bulgária, Estônia, Letônia, Lituânia, Romênia, Eslováquia e Eslovênia a se tornarem membros.
- 2006 — O político libanês anti-sírio e ministro do governo Pierre Amine Gemayel é assassinado no subúrbio de Beirute.
- 2017 — Robert Mugabe renunciou formalmente ao cargo de presidente do Zimbabwe, após trinta e sete anos no cargo.
- 2019 — A Tesla lança o Tesla Cybertruck. Uma gafe ocorre durante o evento de lançamento quando suas janelas "inquebráveis" quebram.[3]
- 2022 — Terremoto de magnitude 5,6, na ilha indonésia de Java, mata pelo menos 318 pessoas e deixa mais de 7 729 feridas.[4]

## Nascimentos

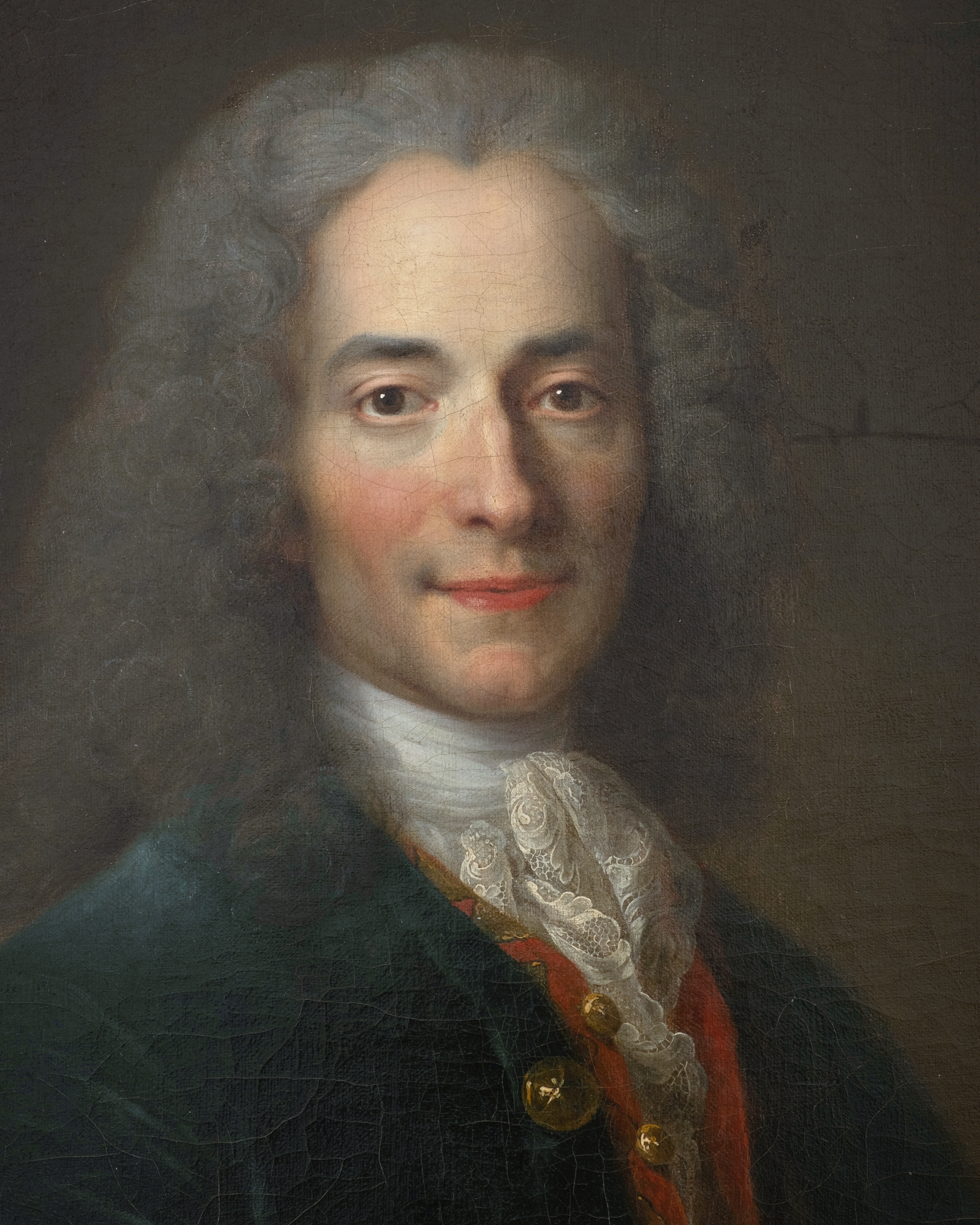
Voltaire

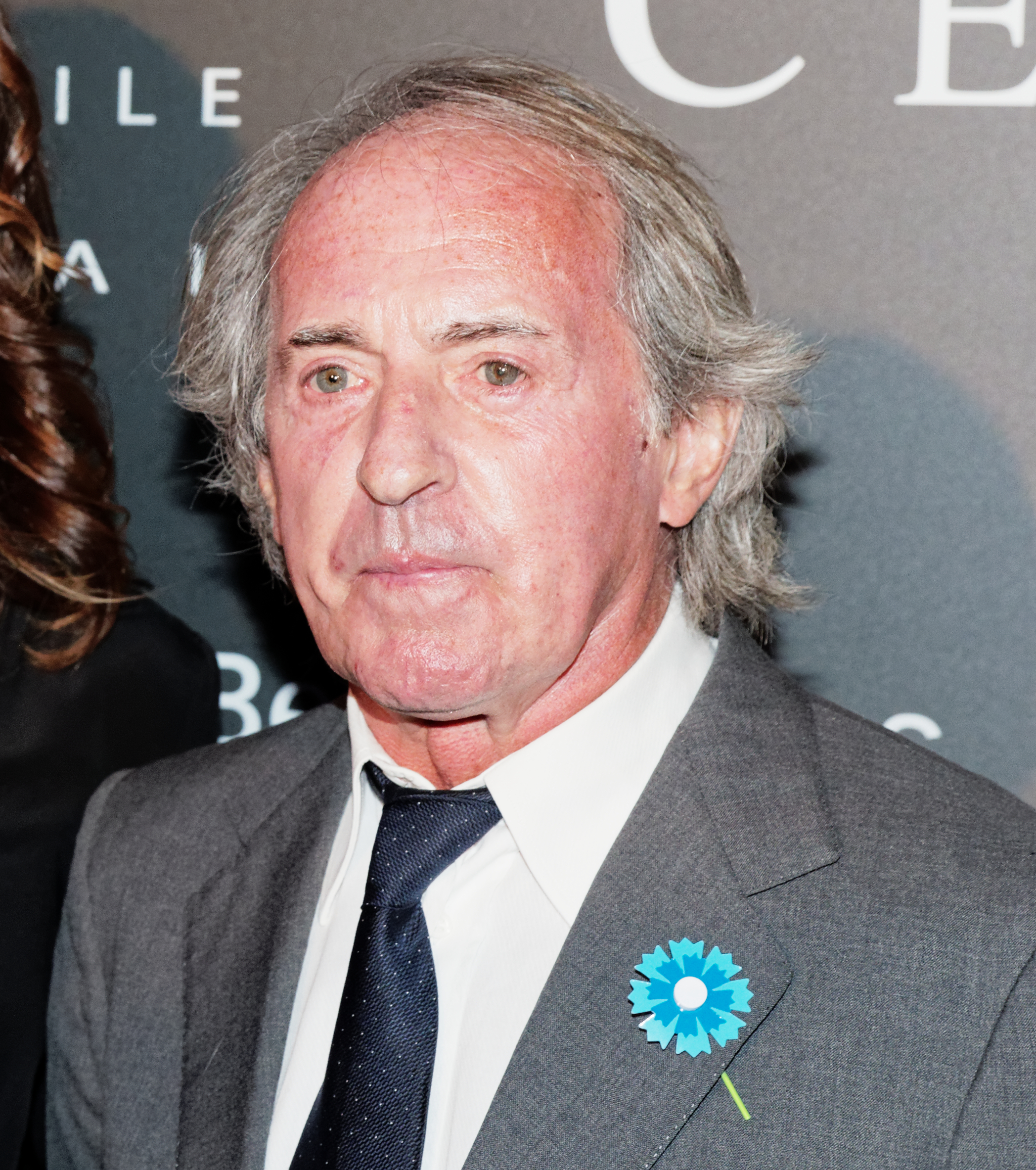
Jacques Laffite

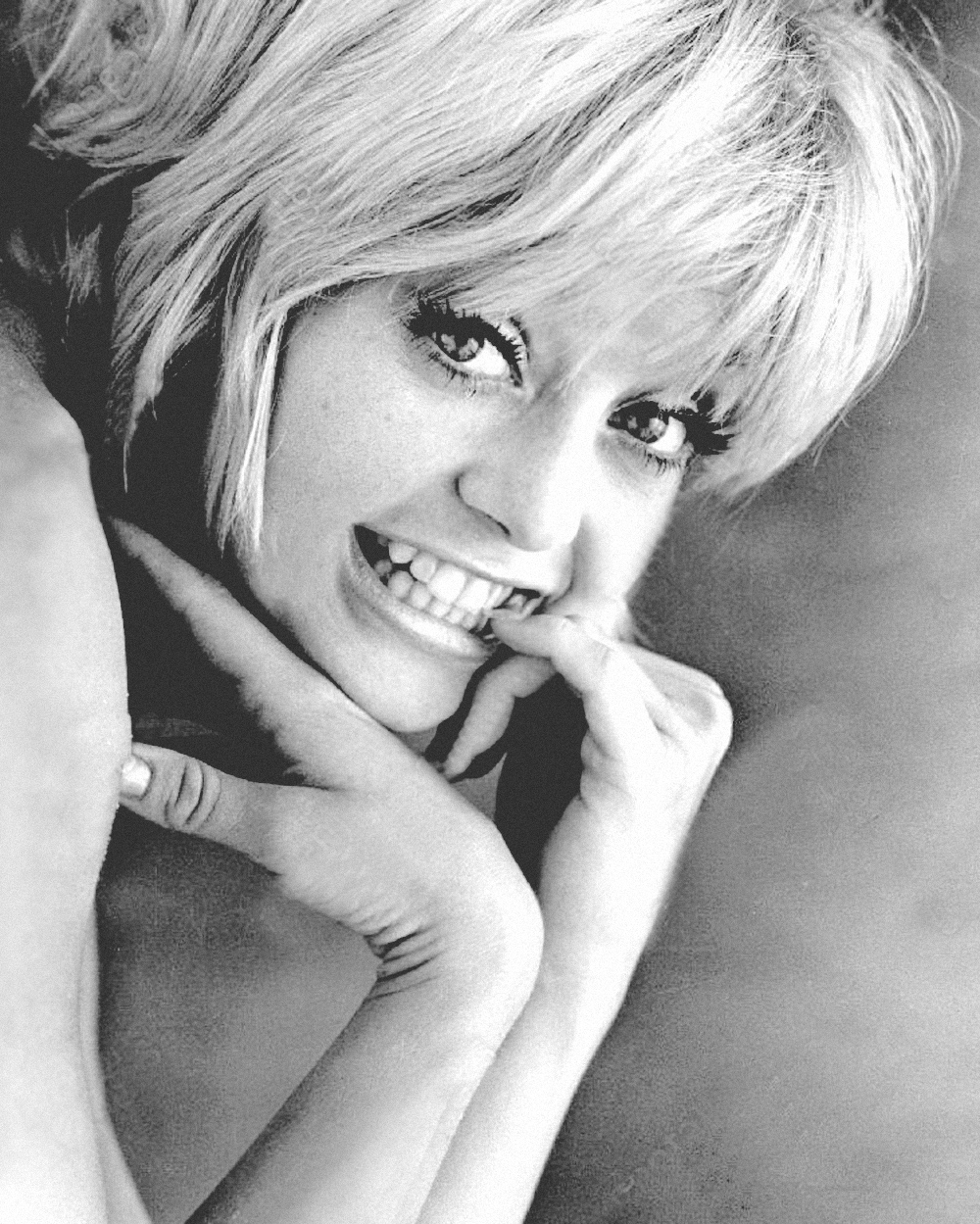
Goldie Hawn

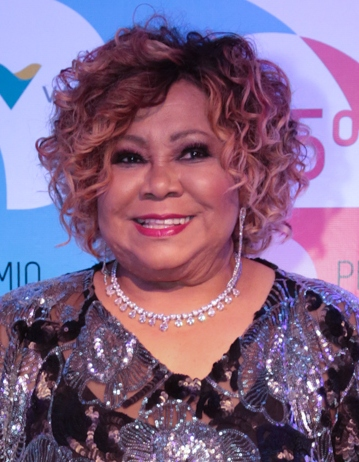
Alcione

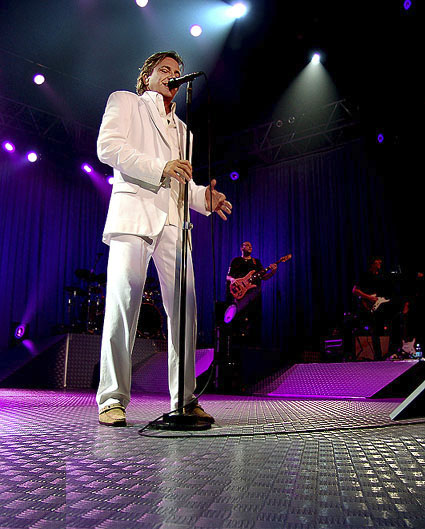
Fábio Júnior

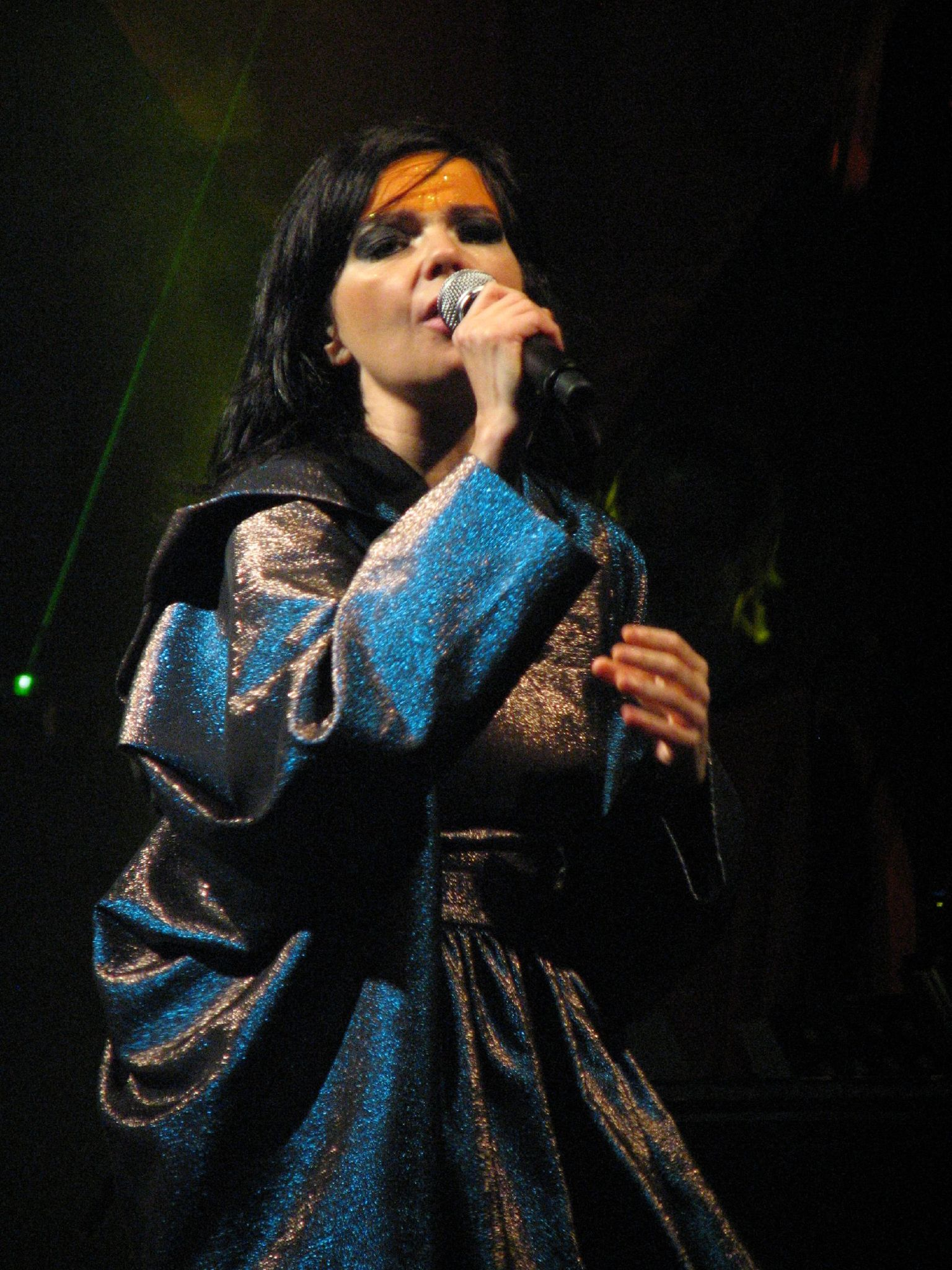
Björk

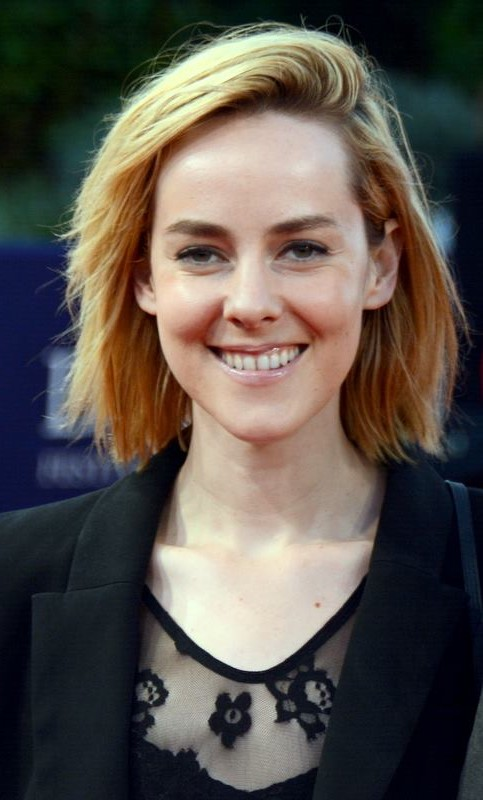
Jena Malone

### Anterior ao século XIX
- 1495 — John Bale, clérigo e historiador inglês (m. 1563).
- 1596 — René de Voyer de Paulmy d'Argenson (m. 1651).
- 1694 — Voltaire, filósofo francês  (m. 1778).
- 1718 — Friedrich Wilhelm Marpurg, compositor, crítico e teórico alemão (m. 1795).
- 1761 — Dorothea Jordan, atriz irlandesa  (m. 1816).
- 1768 — Friedrich Schleiermacher, teólogo, filósofo e estudioso alemão (m. 1834).
- 1789 — Cesare Balbo, político e escritor italiano (m. 1853).

### Século XIX
- 1818 — Lewis Henry Morgan, advogado, antropólogo e teórico estadunidense (m. 1881).
- 1840 — Vitória, Princesa Real do Reino Unido  (m. 1901).
- 1852 — Francisco Tárrega, violonista espanhol  (m. 1909).
- 1853 — Hussein Kamel do Egito (m. 1917)
- 1854 — Papa Bento XV  (m. 1922).
- 1857 — Columbano Bordalo Pinheiro, pintor naturalista e realista português  (m. 1929).
- 1866 — Sigbjørn Obstfelder, poeta e escritor norueguês (m. 1900).
- 1876 — Olav Duun, escritor norueguês (m. 1939).
- 1877 — Sigfrid Karg-Elert, compositor alemão  (m. 1933).
- 1880 — Joseph Trumpeldor, militar russo e ativista sionista  (m. 1920).
- 1881 — Francisco Calvo Burillo, beato espanhol  (m. 1936).
- 1886 — Harold Nicolson, escritor e político britânico (m. 1968)
- 1889 — Étienne Drioton, egiptólogo francês  (m. 1961).
- 1898 — René Magritte, pintor belga  (m. 1967).

### Século XX

#### 1901–1950
- 1902 — Isaac Bashevis Singer, escritor polonês  (m. 1991).
- 1916 — Romeu Italo Ripoli, político e dirigente esportivo brasileiro (m. 1983).
- 1920 — Ralph Meeker, ator norte-americano  (m. 1988).
- 1922 — Marjorie Housepian Dobkin, escritora e professora armênia-estadunidense (m. 2013).
- 1924 — Christopher Tolkien, escritor britânico (m. 2020).
- 1931 — Lewis Binford, arqueólogo norte-americano (m. 2011).
- 1935 — Robert Drivas, ator e diretor de teatro norte-americano (m. 1986).
- 1939 — Budd Dwyer, político norte-americano  (m. 1987).
- 1943
  - Phil Bredesen, político estadunidense.
  - Jacques Laffite, automobilista francês.
- 1944 — Harold Ramis, ator, roteirista, produtor e diretor de cinema estadunidense  (m. 2014).
- 1945 — Goldie Hawn, atriz estadunidense.
- 1947 — Alcione, cantora, instrumentista e compositora brasileira.
- 1948
  - Deborah Shelton, atriz norte-americana.
  - Michel Suleiman, político libanês.
- 1949 — João Ricardo, compositor brasileiro.
- 1950 — Gennadi Karponossov, patinador artístico russo.

#### 1951–2000
- 1953 — Fabio Jr., cantor e ator brasileiro.
- 1961 — João Domingos Pinto, futebolista português.
- 1963 — Nicolette Sheridan, atriz britânica.
- 1964 — Dom Francisco Lima Soares, bispo brasileiro.
- 1965
  - Björk, cantora islandesa.
  - Alexander Siddig, ator britânico.
- 1966 — Octavio Guedes, jornalista brasileiro.
- 1970 — Paulinho Santos, futebolista português.
- 1974 — Luis Eduardo Matta, escritor brasileiro.
- 1977
  - Guillermo Giacomazzi, futebolista uruguaio.
  - Tobias Sammet, vocalista alemão.
- 1979 — Vincenzo Iaquinta, futebolista italiano.
- 1980
  - Mota, futebolista brasileiro.
  - Tim Lambesis, vocalista norte-americano.
- 1983
  - Márcio Rozário, futebolista brasileiro.
  - Nikki Bella, modelo e lutadora de luta livre profissional americana.
  - Brie Bella, modelo e lutadora de luta livre profissional americana.
- 1984
  - Jena Malone, atriz norte-americana.
  - Álvaro Bautista, motociclista espanhol.
- 1985
  - Jesús Navas, futebolista espanhol.
  - Carly Rae Jepsen, cantora e compositora canadense.
- 1989 — Fabian Delph, futebolista britânico.
- 1990 — Lauren Kitchen, ciclista profissional australiana.
- 1992 — Conor Maynard, cantor britânico.
- 1996 — Juninho, futebolista brasileiro.
- 1998 — Vangelis Pavlidis, futebolista grego.
- 1999 — Isaiah Firebrace, cantor australiano.
- 2000 — Isabel May, atriz estadunidense.

### Século XXI
- 2001 — Stefano Nepa, motociclista italiano.
- 2004 — Rico Lewis, futebolista inglês.

## Mortes

### Anterior ao século XIX
- 0496 — Papa Gelásio I  (n. 410).
- 1150 — Garcia Ramires de Pamplona  (n. 1110).
- 1325 — Jorge de Moscou, príncipe de Moscou (n. ?).
- 1361 — Filipe I, Duque da Borgonha  (n. 1346).
- 1555 — Georgius Agricola, geólogo alemão (n. 1494).
- 1471 — João Gonçalves Zarco, navegador português  (n. 1390).
- 1695 — Henry Purcell, compositor britânico  (n. 1659).

### Século XIX
- 1811 — Heinrich von Kleist, poeta, dramaturgo e contista alemão (n. 1777).
- 1830 — Giovanni Battista Libero Badarò, jornalista e médico italiano (n. 1798).
- 1838 — Frances Finch, Condessa de Dartmouth (n. 1761).
- 1859 — Yoshida Shōin, acadêmico e político japonês (n. 1830).
- 1861 — Henri Dominique Lacordaire, padre e ativista francês (n. 1802).
- 1874 — Marià Fortuny i Marsal, pintor e gravador espanhol (n. 1838).
- 1881 — Ami Boué, médico e geólogo austríaco (n. 1794).
- 1886 — Charles Francis Adams, político, diplomata e escritor norte-americano (n. 1807).
- 1899 — Garret Hobart, político norte-americano (n. 1844).

### Século XX
- 1965 — Astrojildo Pereira, jornalista, crítico literário e político brasileiro  (n. 1890).
- 1970 — Chandrasekhara Venkata Raman, físico indiano  (n. 1888).
- 1993 — Stéphane Proulx, automobilista canadense  (n. 1965).
- 1996 — Abdus Salam, físico paquistanês  (n. 1926).
- 1999 — Horacio Gómez Bolaños, ator mexicano  (n. 1930).

### Século XXI
- 2017 — David Cassidy, cantor, ator, compositor e guitarrista estadunidense (n. 1950).
- 2019 — Gugu Liberato, apresentador brasileiro (n. 1959).
- 2021 — Antonio Escohotado, filósofo, jurista, ensaísta e tradutor espanhol (n. 1941).

## Feriados e eventos cíclicos

### Internacional
- Dia Mundial da Pesca
- Dia Mundial da Saudação

### Brasil
- Dia Nacional da Homeopatia

### Cristianismo
- Apresentação de Nossa Senhora
- Clélia Merloni
- Papa Gelásio I
- Thomas Tallis
- William Byrd

## Outros calendários
- No calendário romano era o 11.º (XI) dia antes das calendas de dezembro.
- No calendário litúrgico tem a letra dominical C para o dia da semana.
- No calendário gregoriano a epacta do dia é i.